# 무지에 호소하는 논증
무지에의 호소 (라: argumentum ad ignorantiam) 또는 무지에 의한 논증 (영: argument from ignorance)은 전제가 지금까지 거짓으로 증명되어 있지 않은 것을 근거로 참인 것을 주장한다, 혹은 전제가 참으로 증명되어 있지 않은 것을 근거로 거짓인 것을 주장하는 오류이다. 그 밖에도 영어에서는, argument by lack of imagination, appeal to ignorance, negative evidence (소극적 증거) 등이라고도 한다.
개인적 회의에 의한 논증 (argument from personal incredulity)는 어느 전제를 '개인적으로' 의문으로 느낀 것을 이유로서 그 전제가 거짓이라고 표명하는 것, 혹은 반대로 어느 전제를 바람직하다고 느낀 것을 이유로서 참이라고 표명하는 것을 말한다.
어느 논증도 다음과 같은 구조를 공유한다. 즉, 어느 견해에 증거가 없는 것을 이유로서 다른 견해가 참인 것이 증거로 한다. 본 항목으로 해설하는 오류는 배리법과는 다른 것에 주의가 필요하다. 배리법은, 전제가 거짓인 것을 증명하기 위해서 'A이며, 한편 A가 아니다'라는 형식의 타당한 논리적 모순을 이끌어내는 것이다.

## 개요
'무지에 의한 논증'이나 '개인적 회의에 의한 논증'에서는, 말하는 사람은 어느 일이 거짓 또는 믿기 어려운, 혹은 '개인적으로' 명백하다고는 말할 수 없다고 느낀, 그러한 지식의 틈새를 '증거'로서 자신의 선택한 다른 견해가 바람직하다고 한다. 이러한 오류의 예는 다음과 같은 서두의 문장에 잘 볼 수 있다. 즉, "It is hard to see how...," (어떻게…… 되는지를 이해하는 것은 어렵지만, ……), "I cannot understand how...," (나에게는 어째서…… 인가는 이해할 수 없지만, ……), "it is obvious that..." (…… 는 분명하다. '분명히'라는 말이 전제가 아니라 결론에 걸려 있는 경우).

### 무지에 의한 논증
무지에 기초를 둔 논증의 전형적인 2개의 형식은 어느쪽이나 오류이며, 다음의 2개에 환원할 수 있다.
- 어느 현재 설명되어 있지 않거나, 혹은 이해나 설명이 충분하지 않다. 따라서, 그것은 참은 아니다 (가 틀림없다).
- 이 가설에는 증거가 결여하고 있으므로, 다른 한 쪽의 가설이 증명되었다고 볼 수 있다.

### 개인적 회의에 의한 논증
개인적 회의에 근거한 논증에는 다음과 같은 2개의 전형적 형식이 있다.
- '그런 일이 가능하다고는 믿을 수 없다. 그러니까 참은 아닐 것이 틀림없다' (이 인물은, 어느 명제가 참이라고 납득할 수 없기 때문에, 혹은 자신이 바람직하다고 생각하는 관점을 지지하지 않는 증거를 믿을 수 없기 때문에, 그 명제는 잘못되어 있다고 주장하고 있다)
- '사람들은 그런 일을 말하지 않았다. 내가 말했던 것에 동의하고 있다' (이 인물은, '일반 대중'이 자신의 생각에 동의하고 있고, 다른 생각의 근거를 주고 있는 것은 아니기 때문에, 그 명제는 부정확하다고 주장하고 있다) 이것은 군중에 호소하는 오류이기도 하다.

개인적 회의에 근거한 논증이 무지하게 기초를 둔 논증과 같게 되는 것은, 어느 시나리오가 불가능하다는 개인적 신념만을 증거로 하고, 다른 시나리오가 참이라고 주장하는 경우이다 (즉, 그 다른 시나리오에는 그 밖에 특히 근거는 없다).
지극히 일반적으로, 개인적 회의에 근거하는 논증에는, 바람직한 결론으로 의견을 이끄는 어떠한 증거를 수반한다. 이 경우에서도, 그 증거가 개인적 회의에 근거하는 정도에 따라서는 논리적 오류가 된다. 그 경우, 바람직한 결론으로 유도하는 개인적 편견이 걸려 있는 것을 생각할 수 있다.

### 소극적 증거
관련하는 개념으로서 소극적 증거 (negative evidence)가 있다. 생물이나 언어를 분류하는 분지학에서는 이것이 일반적으로 문제가 된다. 어느 집단의 두 멤버가 특징을 공유하고 있고, 더 이상 1개에는 그 특징이 없는 경우, 전자 2가 하위의 집단을 형성해, 남는 1개는 그 집단으로부터 제외된다고 한다. 그러나, 전자 2개의 특징이 새롭게 획득된 것이라는 증거가 없으면, 3개째가 조상의 특징을 잃었다는 생각을 부정하지 못하고, 특징의 유무만으로 그러한 분류를 할 수 없다. 2개의 생각을 도시하면 이하와 같이 된다.

| 특징의 획득 | \| \| A \| \| \| \| \| \| B \| \| \| \| |
|             | \| \| A \| \| \| \| \| \| B \| \| \| \| |
|             | C                                       |
|             |                                         |
|             | A                                       |
|             |                                         |
|             | B                                       |
|             |                                         |

|  | A |
|  |   |
|  | B |
|  |   |

|             | A                                                     |
|             |                                                       |
|             | \| \| B \| \| \| \| \| 특징의 상실 \| C \| \| \| C \| |
|             |                                                       |
|             | B                                                     |
|             |                                                       |
| 특징의 상실 | C                                                     |
|             | C                                                     |

|             | B |
|             |   |
| 특징의 상실 | C |
|             | C |

예를 들면, 자오선 통과국으로부터 동남아시아에 분포하는 따이까다이어족의 분류에서는, Tai, Kra, Kam–Sui, Hlai라는 4개의 명확한 분기가 있다 (여기에서는 이야기를 단순화 하기 위해서 의도적으로 Be를 제외하고 있다). 종래, Kam-Sui와 Tai는 어휘의 대부분이 공통되는 것으로 같은 계통으로 분류되어 왔다. 이 어휘가 어족 중에서 이것들을 단계통군으로 하는 파생 형질인지 어떤지는 논의되어 왔다. 그러나, 이것은 다른 분기에 그 어휘가 없다는 '소극적 증거'이며, 원래는 따이까다이어족에 공통의 어휘이며, Kra와 Hlai로 그것이 없어졌다는 가능성도 있다. 실제, 형태학적 증거에서는 Tai는 Hlai에 가까워, Kam-Sui는 Kra에 가까운 것이 나타나고 있어 어휘의 소극적 증거와는 다르다.
최근에는 별로 사용되지 않는 표형 분류학은 이런 종류의 잘못에 빠지기 쉽다. 분기학과는 달리, 특징의 진화적 역사를 평가하는 것으로 관계를 결정해, 조상 형질과 자손 형질은 동일하게 다루어진다. 따라서, 표형 분류학의 가설은 증거의 양에만 의지하고 있다. 타이·카다이 어족의 분기 학문적 분석에서는, (양적으로는 적은) 형태학적인 강한 증거를 사용해, 양이 풍부한 어휘적인 증거가 조상 형질의 보관 유지에 의한 것이라고 분명히 할 수 있다. 한 편, 표형 분류학적 분석에서는, 어휘적인 증거의 양에 압도된다.

### 입증 책임
무지에 의한 논증의 중요한 관점의 하나로서 입증 책임의 확립이 있다. 이것에 대해서는 후의 법률 시에로 논하지만, 입증 책임의 확립은 법률 이외의 분야에서도 중요하다. 모든 논리는 가정 (공리적문, 공리 참조)에 근거하고 있다. 그리고 가정은 증명 불능이며, 항상 참이라고 보여진다.

## 귀납적 용법
귀납적 용법이란, 가설, 원칙, 과학 이론, 보편칙을 보다 넓게 일반화할 수 있도록 논증을 확장하는 것이다. 무지에 의한 논증을 그러한 귀납적 용법으로 사용하는 것은 오류라고 보여지는 것이 많다. 특히 논문에서는 그 경향이 강하고, 전제와 경험주의적 기반으로는 엄밀함이 요구된다.
그러나, 존재가 추측되는 긍정적 증거가 있어, 공평한 주의 깊은 조사에 의해서도 그 증거가 발견되지 않는 경우, 그러한 증거는 존재하지 않는다고 추측하는 것이 적절한 경우도 있다 (다만, 이것은 연역적 증명이 아니고, 귀납적 시사이다). 혹은, 예를 들면 '하늘은 푸르다'라는 사람들이 합의한다고 추측하는 것이 타당한 전제라면, 그것을 서포트하는 증거를 제시할 필요는 없다고 판단하기도 한다. 다만, 이러한 생각은 인식론의 기초부 주의와도 얽혀, 지금도 논의의 목표가 되고 있다.

### 해설
Irving Copi는 다음과 같이 쓰고 있다.
'무지에 의한 논증은, 전제가 거짓으로 증명되어 있지 않은 것인 만큼 기초를 두어 그것을 참이라고 주장한다, 혹은 참으로 증명되어 있지 않은 것에 기초를 두고 거짓이라고 주장하는 것이다'
게다가 다음과 같이 덧붙이고 있다.
'이 점으로 제한을 마련해야 하는 것이다. 상황에 따라서는, 어느 사상이 일어난 것이라면, 그 증거를 적당한 조사자가 발견할 수 있는 것은 안전하게 가정할 수 있다. 그러한 상황에서는, 조사해도 사상의 발생을 증명할 수 없으면, 그것을 발생하지 않았던 것의 긍정적 증거로 하는 것은 완전하게 정당하다' (Copi 1953)
이것에 더욱 제3의 경우, 말하는 사람이 반대의 경우를 상정할 수 없는 것을 이유로서 그것을 참 또는 거짓으로 하는 논증을 추가할 수 있다. 이러한 '상상력의 결여에 의한 논증'은, '(나에게는 상상할 수 없으니까) Y는 불합리하다. 따라서, 진실하지 않을 것이 틀림없다'라고, '어째서…… 되는지는 어렵다 (나에게는 상상할 수 없다)'라는 형식에서 표현되어 자주 논리적으로 타당한 논증인 배리법과 혼동된다. 배리법은, 'X로부터 논리적으로 증명 불가능한 (불합리한) 결론이 이끌린다. 따라서 X는 가짜가 틀림없다'라는 형식이다. 배리법에서는 X를 받아 들이면 모순이 생기는 것을 나타낼 필요가 있다 (예를 들면, 'X는 아니다'라고 다른 명제 Y에 대해 'Y이며, 또 Y가 아니다' 등). 무지하게 기초를 둔 논증에서는, 말하는 사람은 'X이면 Y는 아니다'라고 주장해, Y가 참이라고 (증명할 수 없지만) 믿고 있는 것이지, 모순이 증명되고 있는 것은 아니다.
Copi의 주장은, 이 'X이면 Y는 아니다'의 Y의 조건에 관한 것으로, Y가 올바르다고 말하는 사람의 확률적 평가에는 하등의 중량감이 있는 경우도 있다는 것이다. 예를 들면, 명제 X는 '이 남자가 공격했다'로, 명제 Y가 '총탄이 현장에 존재하지 않는다'라면, Y를 주장하는 사람의 자격은 고려되어 마땅하다. 시체를 조사한 검시관에게는 이러한 결론을 말하는 자격이 있다고 생각되지만, 단순한 증인에게는 아마 자격이 없다.
개인적 회의에 근거하는 논증도 비슷하게 '나는 X를 믿기/이해할 수 없기 때문에, 그것은 거짓이 틀림없다'라는 형식이다.

## 예
영국 국교회의 주교 Hugh Montefiore은 저서 Probability of God 중에서, 다윈의 진화론에의 혐의를 다음과 같은 문장으로 표명했다.
'북극곰이 북극권의 먹이 사슬의 정점으로 있다면, 위장을 위해서 흰 모피로 진화할 필요는 없다고 생각된다'
이에 대해서, 리처드 도킨스는 저서 '블라인드 워치 메이커-자연 도태는 우연인가?' 중에서, 검은 북극곰이 북극권의 흰 풍경 중에서 바다표범에게 소리없이 다가오는 모습을 상상해 보면, 왜 흰 모피에 진화했는지를 알 수 있을 것이라고 쓰고 있다. 이 경우의 무지는, 몸을 지키기 위한 위장 이외의 목적을 생각하지 않았던 것이다.

## 법률
로마법으로 기원을 가지는 형사법 체계에서는 무죄 추정의 원칙 개념이 있어, 고발한 측이 피고가 범죄를 범한 것을 증명할 책임을 지고 있다. 논리에서는 무죄의 증거가 없는 것을 유죄의 증거라고 추정하는 것은 논리적 오류이다 (미지 논증). 그러나 논리 상에서는, 똑같이 유죄의 증거가 없는 것을 가지고 무실의 증거로 하는 것도 할 수 없다 (미지 논증). 형사 법정에서는 재판을 회피할 수는 없고, 판결을 내지 않으면 안 된다. 거기서 유죄를 입증하기 위한 (또는 무죄를 입증하기 위한) 적정한 증거가 필요하게 되어 그 차이 발생하는 당사자 한 편 (검찰 (변호) 측)의 불이익이 입증 책임이다. 이 차이 어느 입증에서도 신뢰할 수 있는 점이 없는 경우의 교의가 '추정 무죄'가 된다.
법정에서는 무죄라고 판결되었을 경우에서도, 논리 상에서는 무죄인지 어떤지 명확하지 않다. 그 때문에, 서양에서는 유죄가 아닌 경우에 "innocent"라고는 말하지 못하고 "not guilty"라고 말한다. 다만, 스코틀랜드에서는, 배심원이 평결로 "not proven"이라 하는 경우도 있다.
예를 들면, 다음과 같은 주장을 생각해 보자.
- 나에게는, P씨가 Y라는 범죄를 범하지 않고 X라는 행위를 실시한 방법을 상상할 수 없다 (scenarioA). 그러니까, P씨는 Y라는 범죄를 범하고 있을 것임에 틀림없다 (scenarioB).

단지 A라는 시나리오가 실제로 일어났다고 상상할 수 없다고, 그 사람이 생각하는 시나리오 B가 올바르다고는 할 수 없다. 이 예의 사람은, 단지 다른 시나리오를 상상할 수 없다는 이유로, 특히 증거도 없는데 결론에 달려들고 있다.
같은 논리는 민사법에도 적용할 수 있지만, 증명 책임의 본연의 자세는 다르다.

## 과학
설명할 수 없는 현상이 존재하는 것은, 과학 이론이 모두를 설명해 예측할 수 있는 모델을 제공하고 있지 않는 것을 의미한다. 예를 들면, 빛을 파동이라고 파악하면 광전 효과를 설명할 수 없지만, 이중 슬릿 실험의 결과는 설명할 수 있다. 다만, 양자 역학은 양쪽 모두의 현상을 설명할 수 있다.
어느 현상을 현대의 과학으로 설명할 수 없다고, 장래도 설명할 수 없다고는 말할 수 없고, 하물며 과학적으로 설명할 수 없는 현상을 신에 의한 초상현상이라고 주장하는 것은 논리적으로 실수이다. 이러한 논법을 틈새의 신론이라고도 한다.
다만, 어느 이론이 관련하는 현상을 모두 설명할 수 있다고, 그 이론이 올바르다고 간주하는 것도 논리적으로는 실수이다. 항상 미지의 반례가 존재할 가능성이 있기 때문에, 기존의 반례가 없는 것은 이론의 올바름의 증명은 되지 않는다. 예를 들면, 빅뱅은 현재 모든 현상을 일관해서 설명하고 있다. 그러나, 그것으로 우주가 빅뱅에 의해서 태어난 것을 완전하게 증명하고 있는 것은 아니다.